# Стара Прилука
Стара Прилу́ка — село в Україні, у Турбівській селищній громаді Вінницького району Вінницької області. Населення — 1575 осіб (2001). До 2020 орган місцевого самоврядування — Староприлуцька сільська рада.

## Історія
Селище відоме з 1146 року і згадується в Іпатіївському літописі. Тоді Прилука належала галицькому князю Володимиру.
Засновником сучасних Прилук був ймовірно Микола Андрійович Збаразький.
У 1594 році через Прилуки проїжджав Еріх Лясота. Тоді в містечку Прилуки було 4 000 осель. Брацлавський воєвода Ян Збаразький вибудував в Прилуці оборонний замок, вали якого збереглися до нашого часу. Ян Збаразький підніс Прилуки до статусу містечка. Дружиною його була кн. Четвертинська. Збаразький утримував в Прилуках придворних козаків. Після Яна Збаразького Прилуки перейшли його сину Юрію Збаразькому, який також утримував тут козаків. Після смерті двох синів Яна Збаразького Прилуки дістались сестрі Яна — Маруші. А далі їй доньці Анні, одруженій з Костянтином Вишневецьким.
З 1648 року — сотенне містечко Вінницького (Кальницького) полку. В Прилуках перебувала сотня Кальницького полку, сотником якої був Василь Антоненко.
Олександр Божецький (? — 1769) вибудував в Прилуках палац та заклав парк. Він заклав тут також каплицю. Утримував Олександр Божецький також породистих коней. Донька Олексанндра — графиня Гонората Божецька виставила в Прилуці костел Св. Анни в 1805 р. В др. пол. 19 ст. палац перебудував Чеслав Здиховський.
В містечку Прилуки в 1819 була збудована Преображенська церква.
На початку 19 ст. Прилука була поділена на Стару та Нову. Стара Прилука була центром волості.
У другій половині червня 1921 року шість повстанців-козаків на чолі з отаманом Орлом напали на більшовицький міліцейський арешт. Звідти звільнили побратима Дядюка, за якого попросила мати, а також чотирьох представників місцевої української інтелігенції. У містечку козаки мали два зіткнення з місцевою жидівською громадою: спершу повстанці на ринку застрелили одного з чоловіків, а згодом при переслідуванні налякали пострілами над головами інших.
Під час організованого радянською владою Голодомору 1932—1933 років померло щонайменше 703 жителі села.
У 1942 році тут діяв рух ОУН. Стара Прилука тоді відносилась до Турбівського району - провідником ОУН УПА, якого був "Русявий" (жив з сім'єю  в Старій Прилуці).

## Населення
Згідно з переписом УРСР 1989 року чисельність наявного населення села становила 1787 осіб, з яких 850 чоловіків та 937 жінок.
За переписом населення України 2001 року в селі мешкали 1573 особи.

### Мова
Розподіл населення за рідною мовою за даними перепису 2001 року:
| Мова       | Кількість | Відсоток |
| ---------- | --------- | -------- |
| українська | 1558      | 98.92%   |
| російська  | 16        | 1.02%    |
| білоруська | 1         | 0.06%    |
| Усього     | 1575      | 100%     |

## Символіка
Герб села — перший офіційно затверджений обласною геральдичною комісією герб.

## Пам'ятки
- Залишки захисних споруд під назвою «Бурти»
- Палац в с. Стара Прилука — пам'ятка архітектури національного значення.
- Преображенська церква

У селі є давня криниця, якій понад вісімсот років.  ЇЇ ще називають Лебиховою.

## Відомі люди
- Юрій Збаразький
- Тарапата Никифір Іларіонович — кавалер Ордена Слави.
- Федорівський Степан (1911—1991) — український письменник. Справжнє ім'я та прізвище — Данило Міршук.

## Галерея

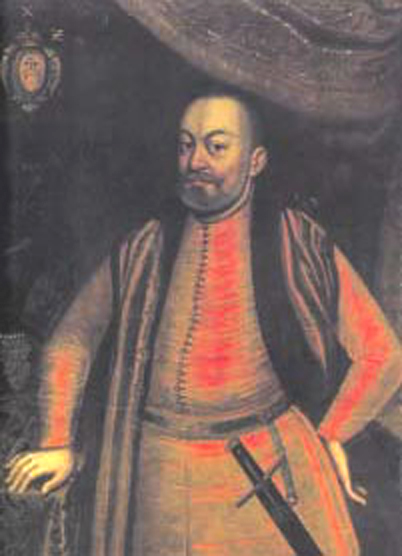
Юрій Збаразький
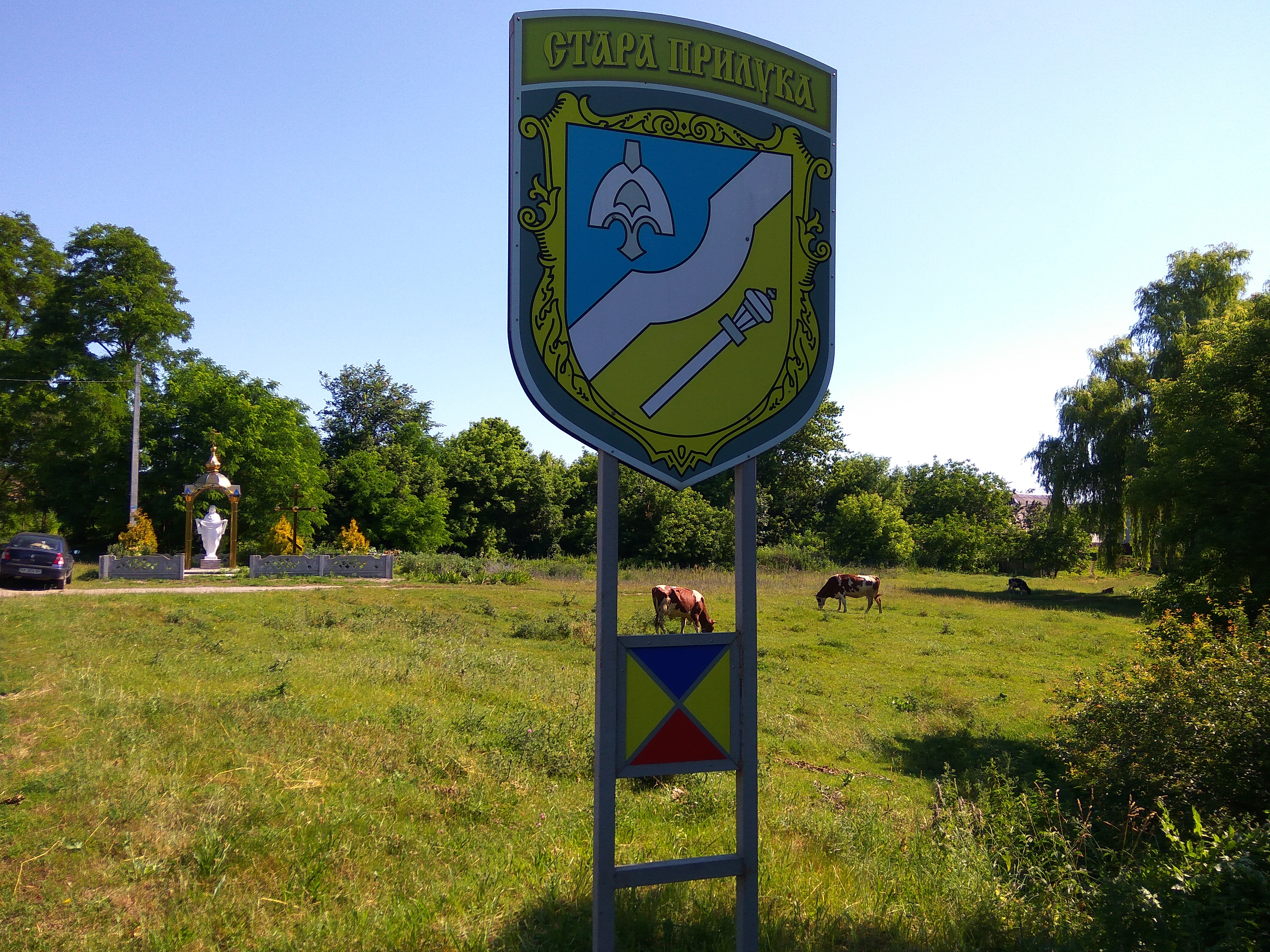
Герб при в'їзді до села
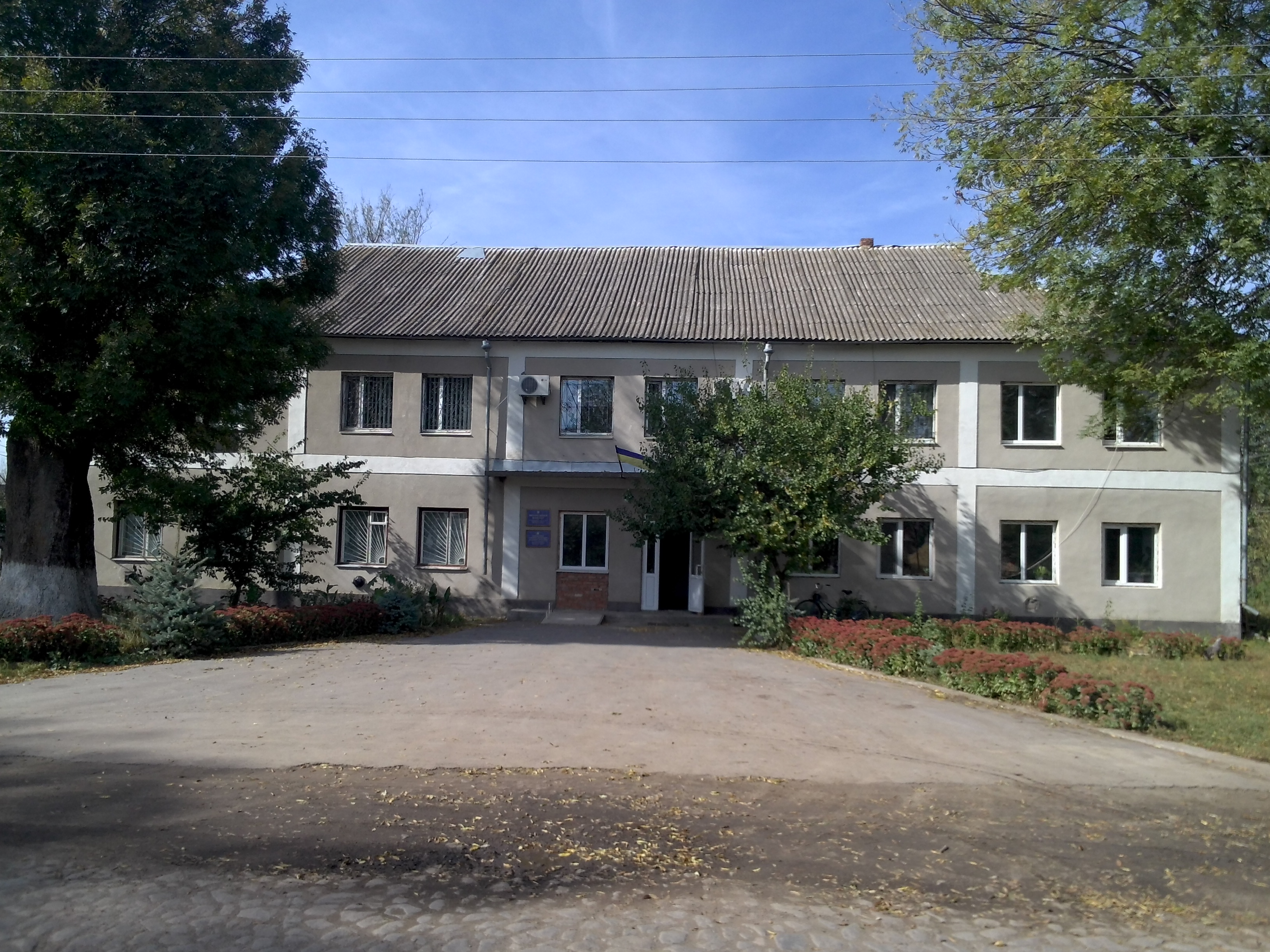
Адміністративна будівля
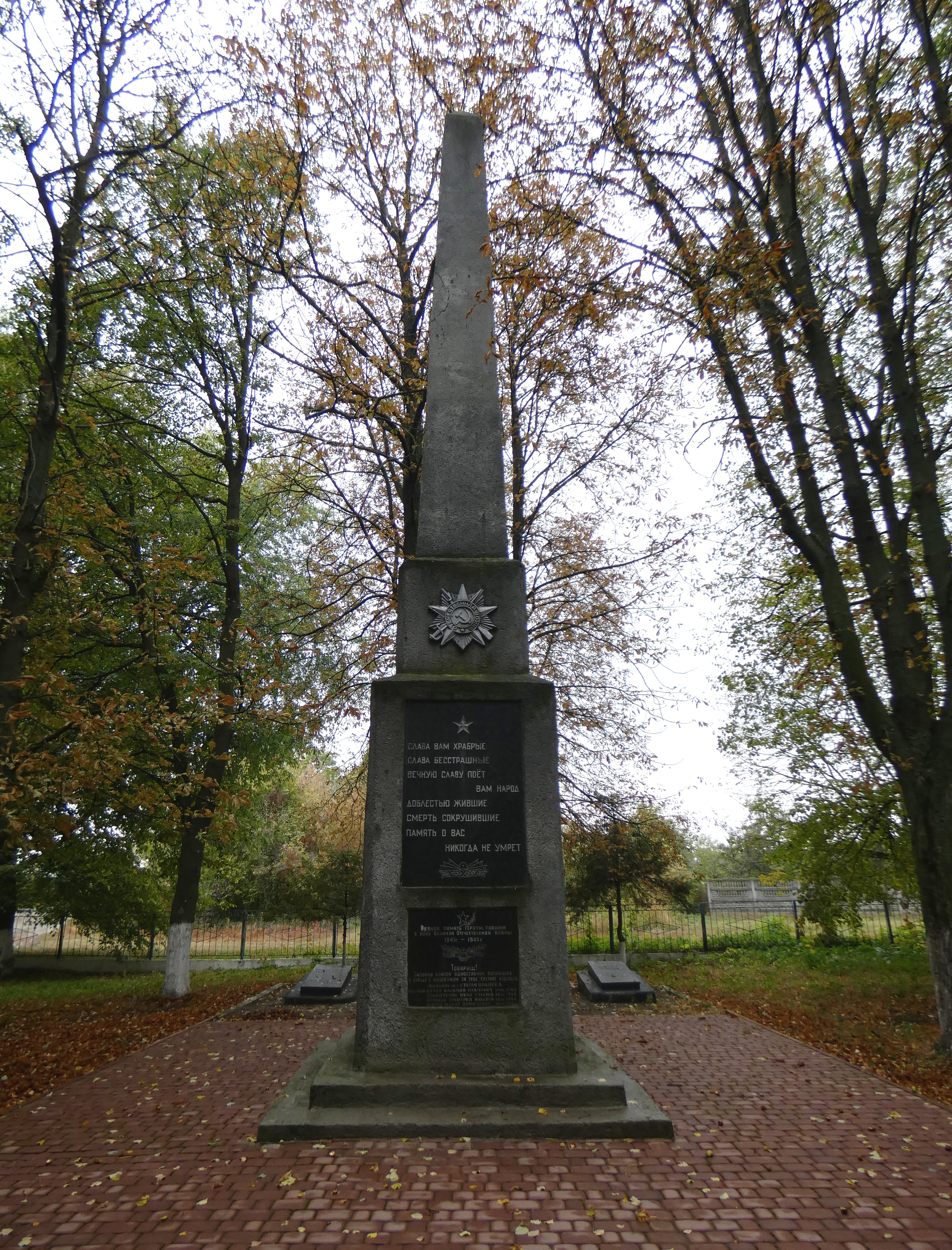
Пам'ятник воїнам-односельчанам
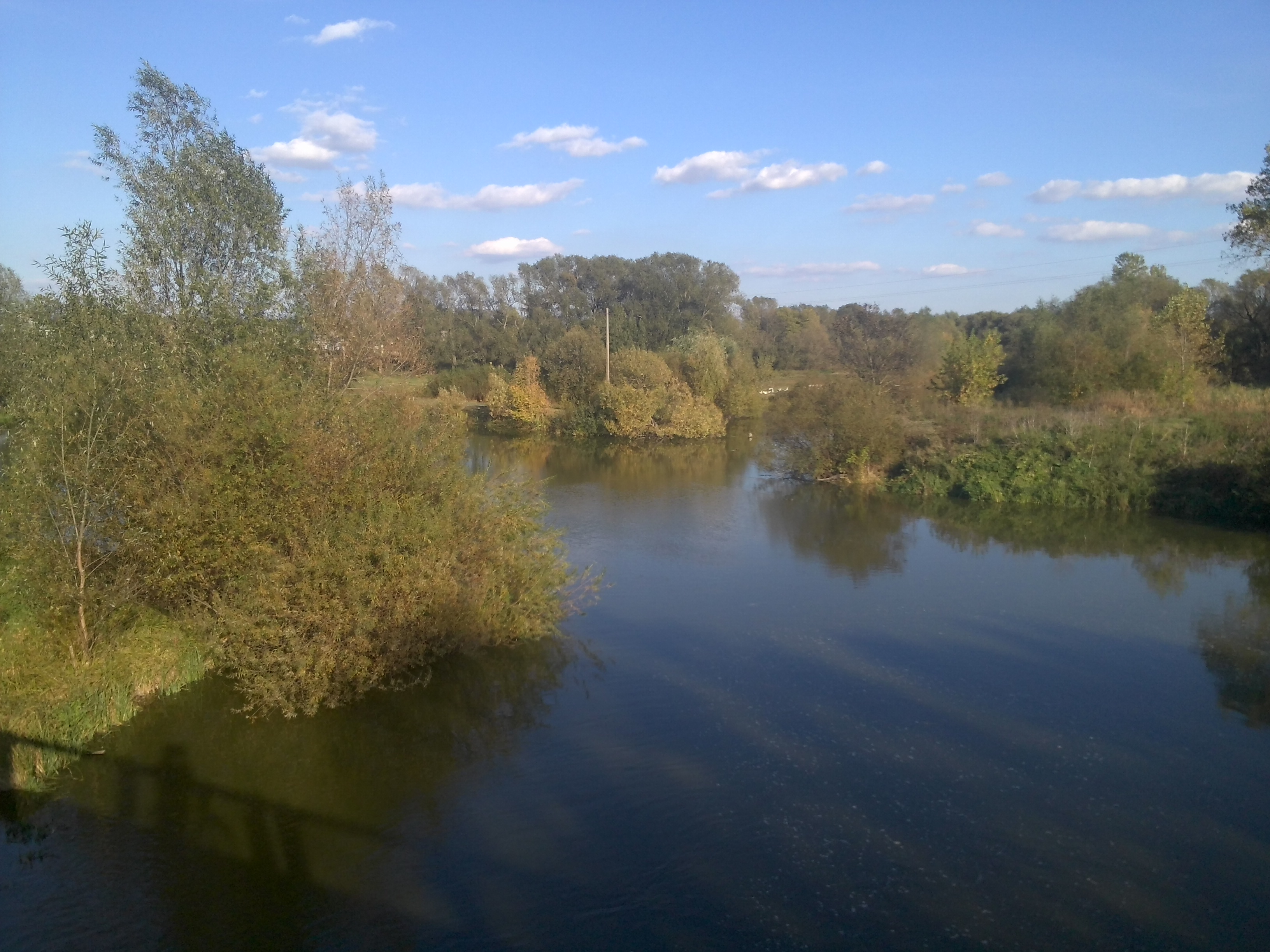
Річка Десна між Старою та Новою Прилукою
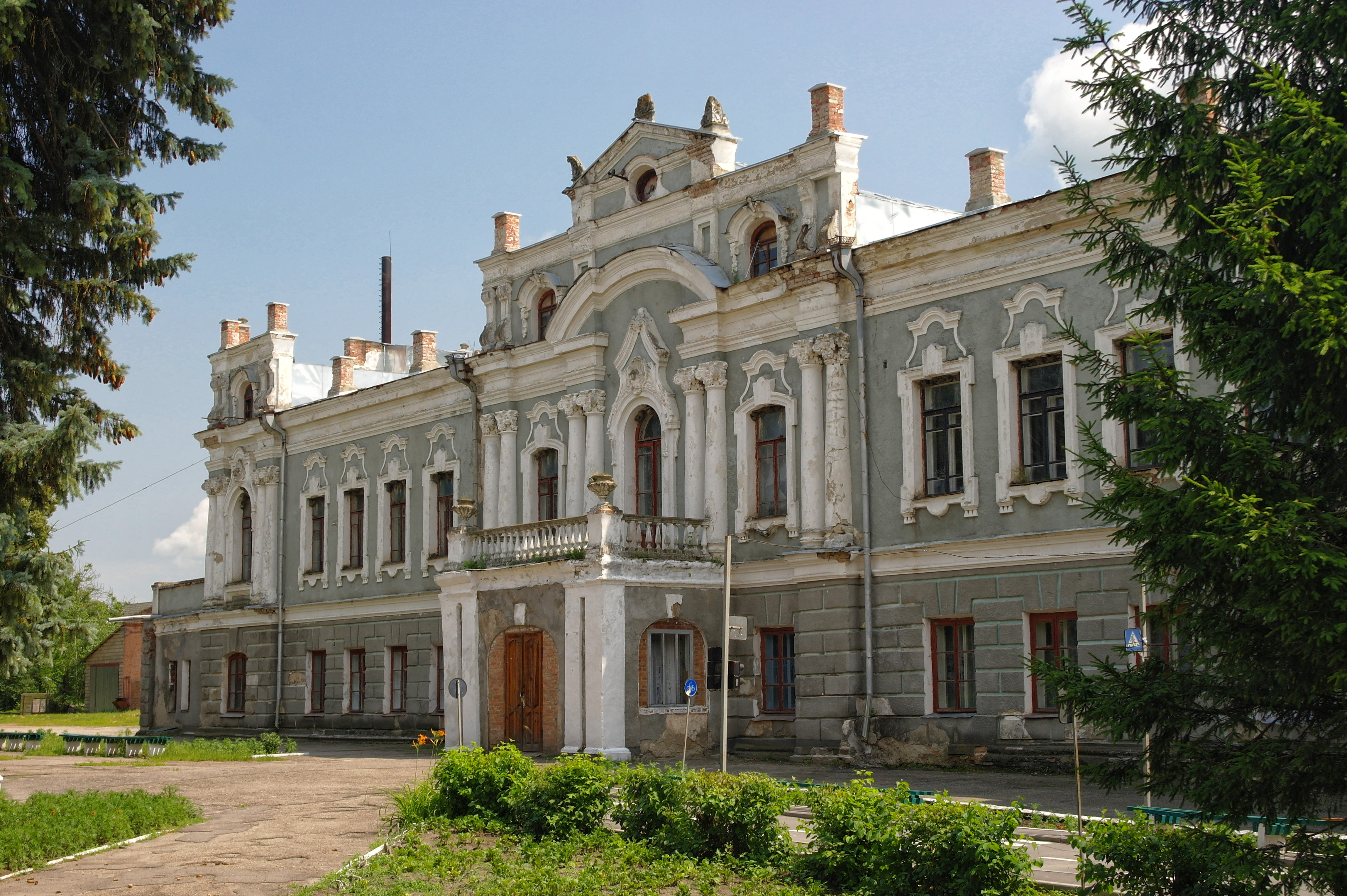
Староприлуцький палац
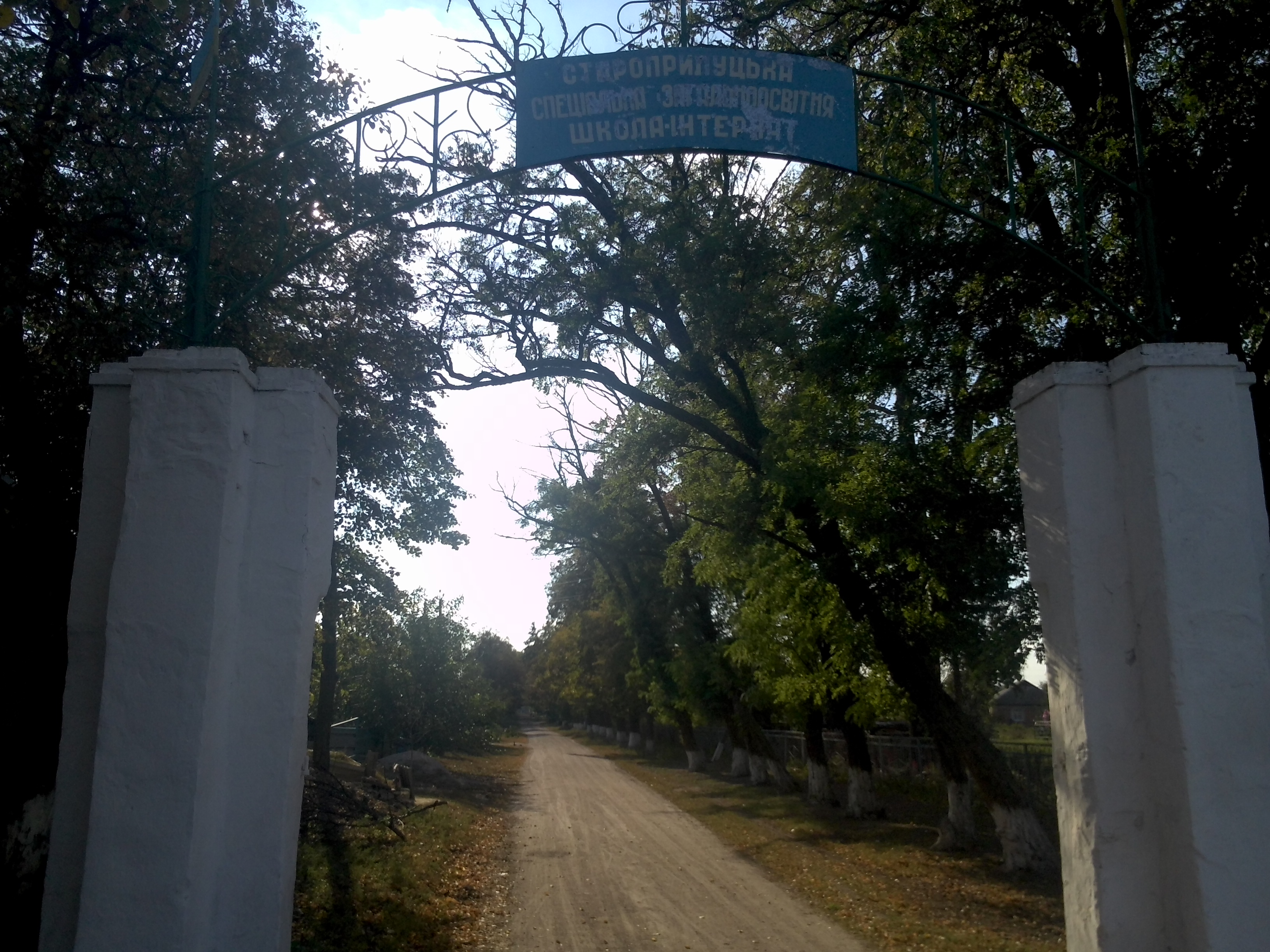
Дорога до школи-інтернату
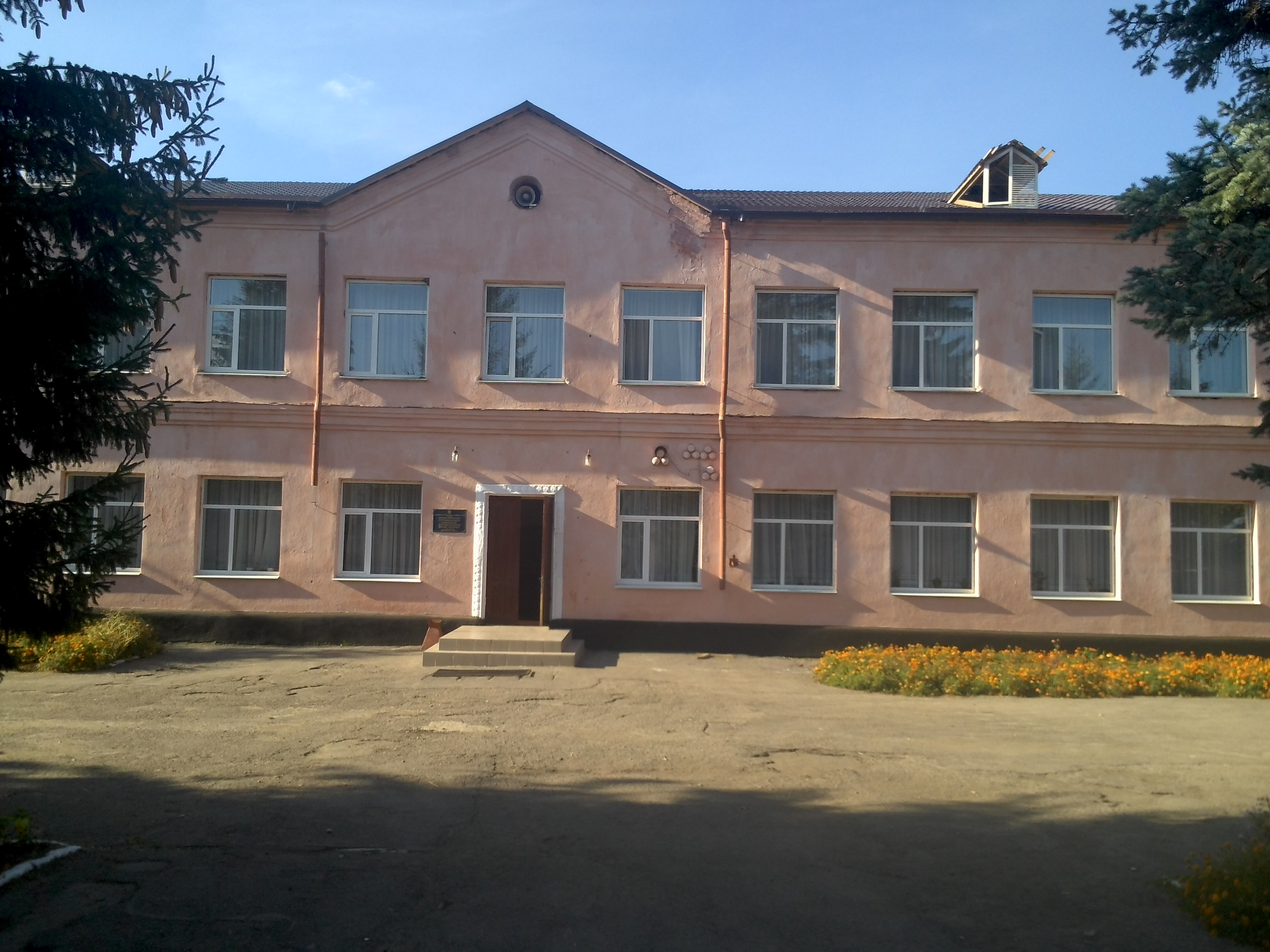
Спеціалізована школа-інтернат, що розташована на території палацу
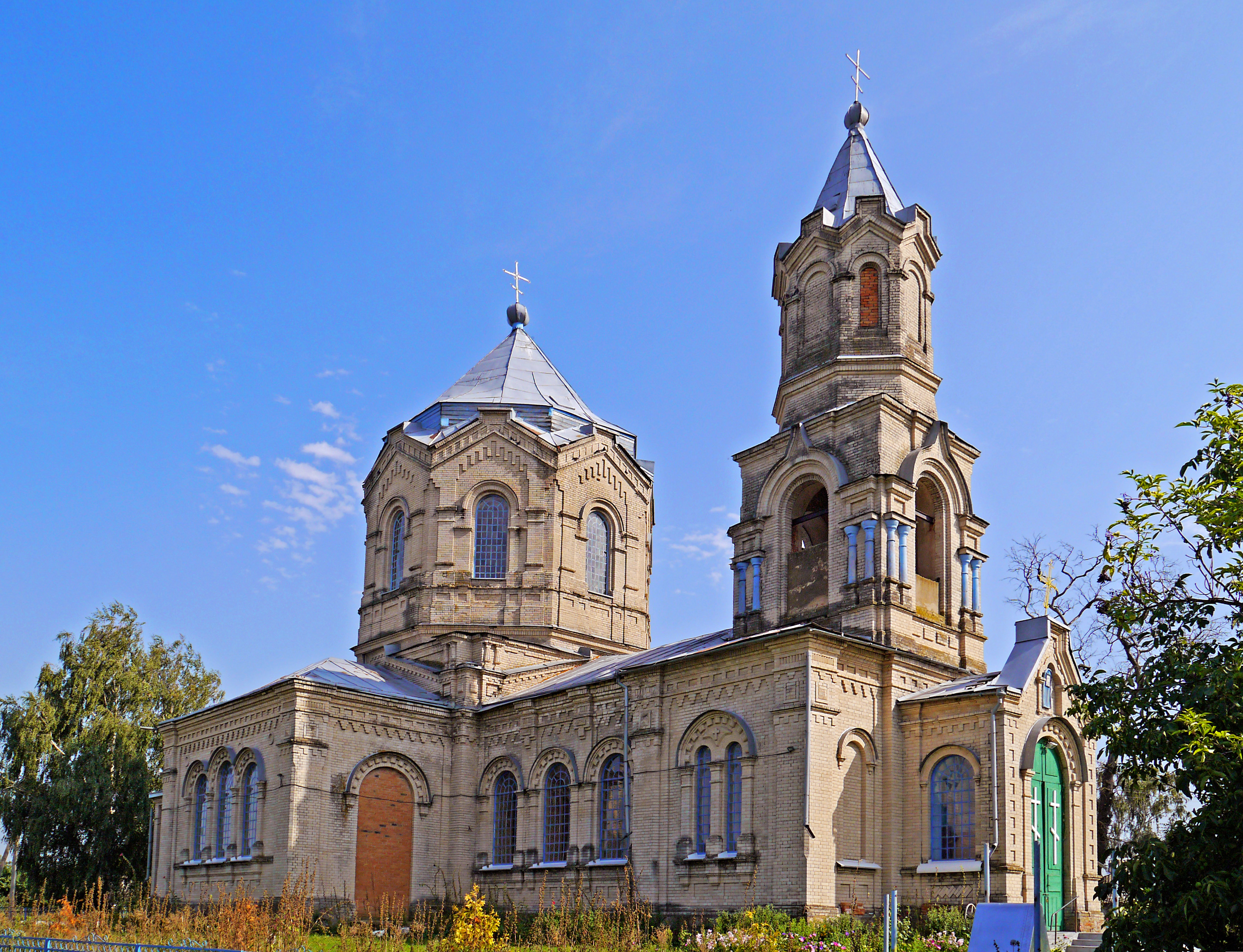
Преображенська церква
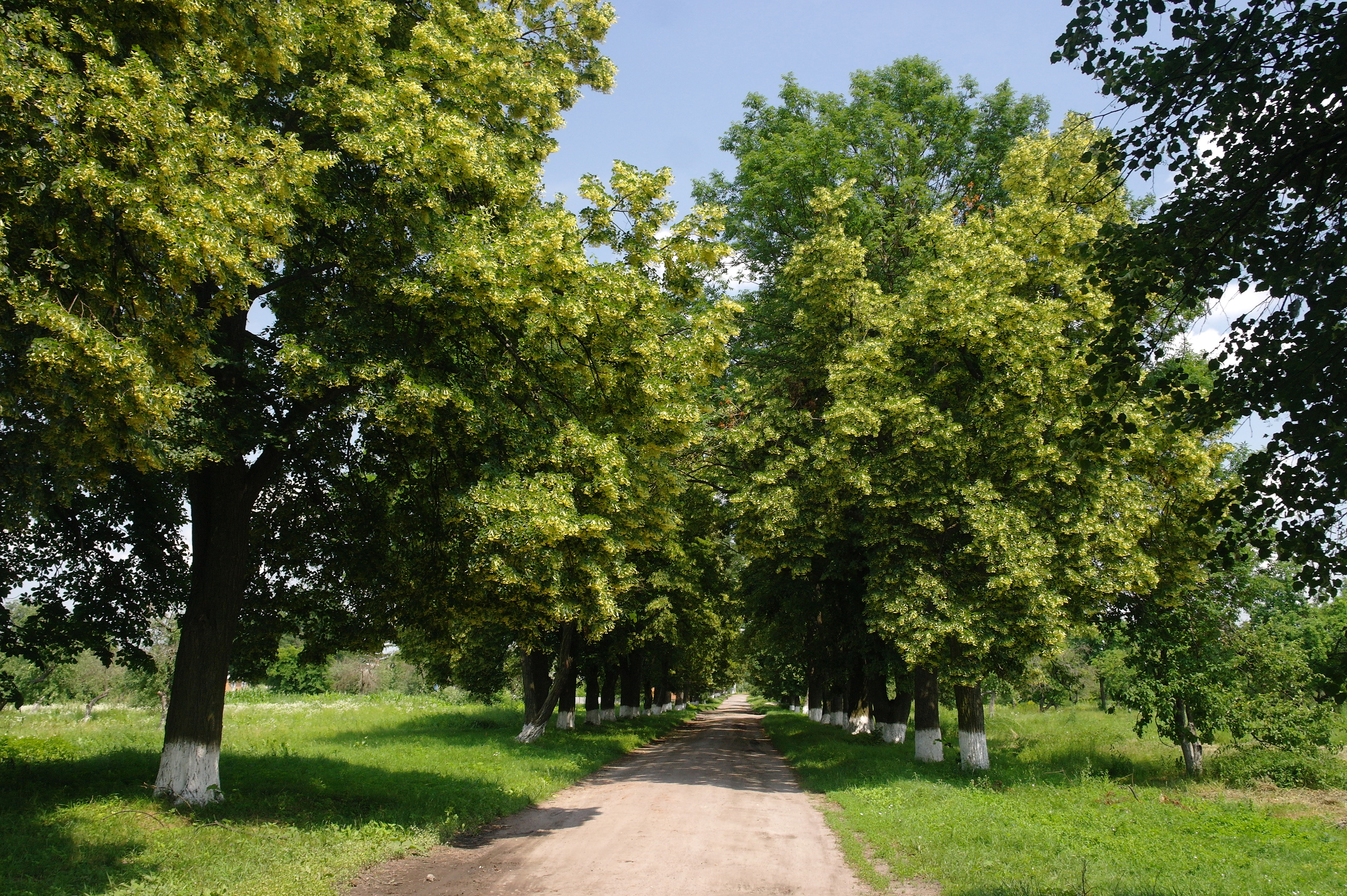
Парк
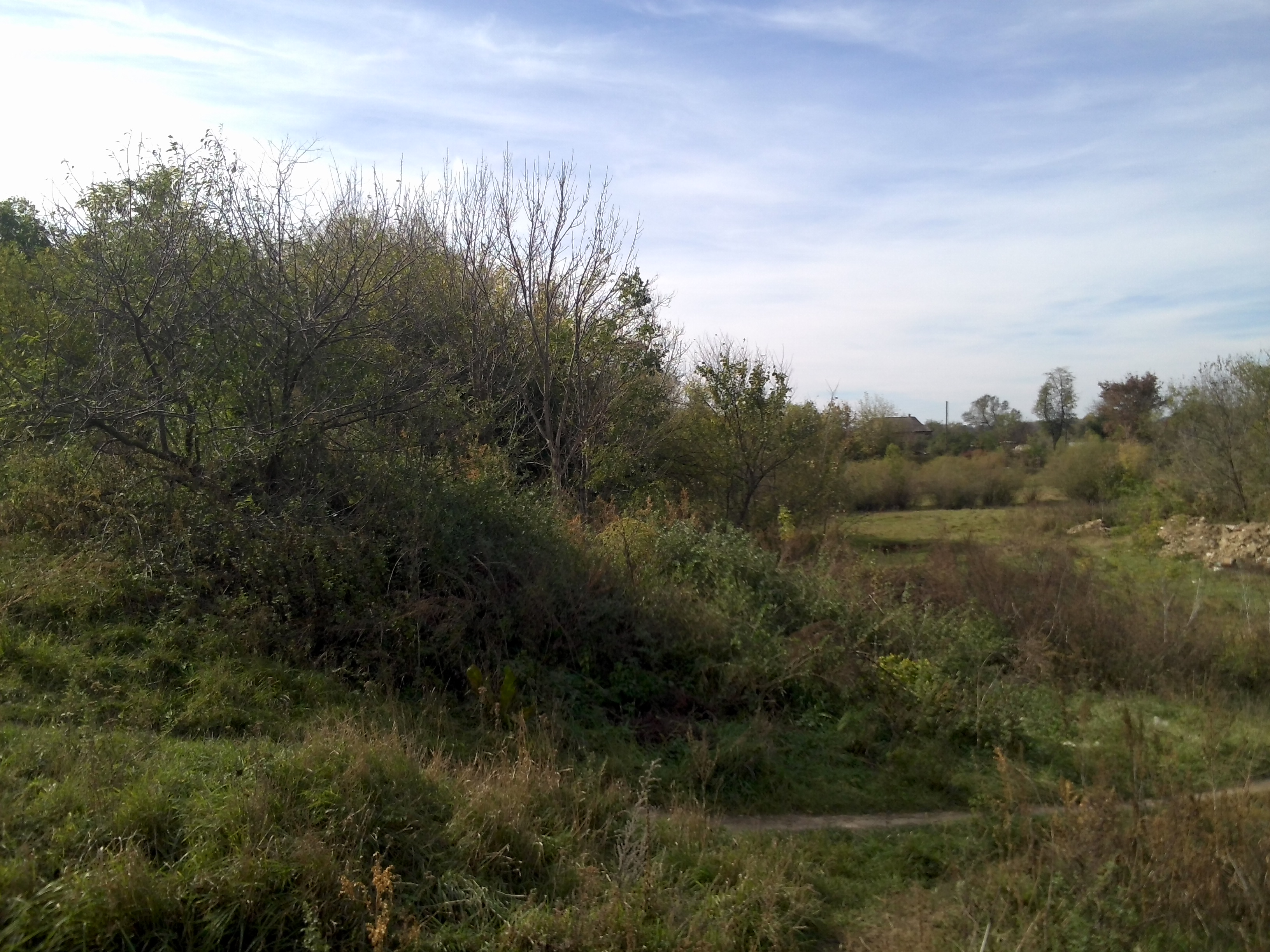
Давнє городище «Бурти»
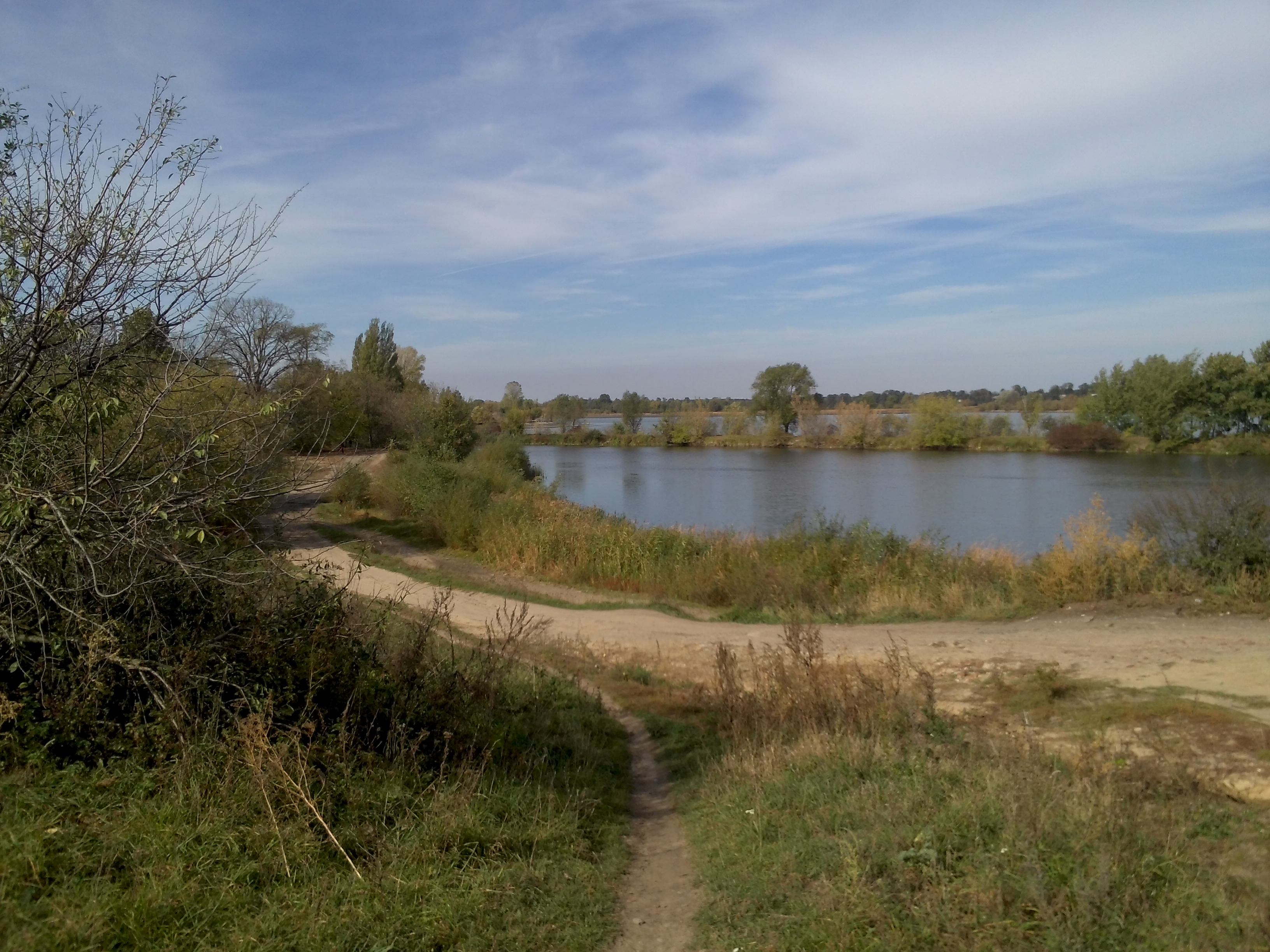
Ставки поблизу «Буртів»

.